# Earl St. John
Earl St. John (* 14. Juni 1892 in Baton Rouge, Louisiana; † 26. Februar 1968 in Torremolinos, Spanien) war ein US-amerikanischer Filmproduzent, der zwischen den Jahren 1950–1964 für über 100 Filmproduktionen der britischen Rank Organisation stand.

## Leben und Werk
Earl St. John, geboren 1892 in Baton Rouge, Louisiana, war federführend für die Produktionen der britischen Filmfirma Rank Organisation in den Pinewood Studios von 1950 bis 1964.
Earl St. John war Ausführender Produzent in den Studios der Rank Organisation unter der strengen Aufsicht von Firmenchef John Davis und seiner autokratischen Kontrolle. Unter seiner formalen Ägide wurden zu kostenintensive Dreharbeiten und Produktionen auch schon mal kommentarlos zurückgeschnitten, denn kein Film durfte ein Budget von 150.000 £ überschreiten. Trotzdem entstand eine Reihe von wichtigen und erfolgreichen Produktionen aus Pinewood darunter Ernst sein ist alles, Die feurige Isabella, Flammen über Fernost, Doktor Ahoi!, Duell am Steuer, Einer kam durch, Die letzte Nacht der Titanic und Die 39 Stufen.
Am 26. Februar 1968 starb St. John im Alter von 75 Jahren in Spanien.

## Filmografie (Auswahl)
- 1950: Das Wunder von San Marino (Prelude to Fame)
- 1951: Dakapo (Encore)
- 1951: Konflikt des Herzens (The Browning Version)
- 1952: Der Unwiderstehliche (The Card)
- 1952: Ernst sein ist alles (The Importance of Being Earnest)
- 1952: Weiße Frau im Dschungel (The Planter's Wife)  als Executive Producer
- 1953: Die feurige Isabella (Genevieve)
- 1954: Sein größter Bluff (The Million Pound Note)
- 1954: Dämonen der Südsee (The Seekers)
- 1954: Flammen über Fernost (The Purple Plain)
- 1955: Nach Paris der Liebe wegen (To Paris with Love)
- 1955: X-Boote greifen an (Above Us the Waves)
- 1955: Doktor Ahoi! (Doctor at Sea)
- 1955: Eine Frau kommt an Bord (Passage Home)
- 1956: Marsch durch die Hölle (A Town Like Alice)
- 1956: Panzerschiff Graf Spee (The Battle of the River Plate)
- 1956: Der spanische Gärtner (The Spanish Gardener)
- 1957: Hilfe, der Doktor kommt! (Doctor at Large)
- 1957: Duell am Steuer (Hell Drivers)
- 1957: Schau nicht zurück (High Tide at Noon)
- 1957: Die Brücke der Vergeltung (Across the Bridge)
- 1957: Gefährliches Erbe (Campbell's Kingdom)
- 1957: Einer kam durch (The One That Got Away)
- 1958: Zwei Städte (A Tale of Two Cities)
- 1958: Die letzte Nacht der Titanic (A Night to Remember)
- 1958: Flut der Furcht (Floods of Fear)
- 1958: … denn der Wind kann nicht lesen (The Wind Cannot Read)
- 1959: Zu viele Gauner (Too Many Crooks)
- 1959: Die 39 Stufen (The 39 Steps)
- 1959: Fähre nach Hongkong (Ferry to Hong Kong)
- 1960: Verschwörung der Herzen (Conspiracy of Hearts)
- 1960: Dreimal Liebe täglich (Doctor in Love)
- 1961: Sommer der Verfluchten (The Singer Not the Song)
- 1963: Manche mögen's geheim (Hot Enough for June)
- 1964: Dschungel der Schönheit (The Beauty Jungle)